# Diplospinus
Diplospinus is een monotypisch geslacht van straalvinnige vissen uit de familie van slangmakrelen (Gempylidae). Het geslacht is voor het eerst wetenschappelijk beschreven in 1948 door Maul.

## Soort
- Diplospinus multistriatus Maul, 1948